# Melvyn Bragg
Pour les articles homonymes, voir Bragg.
Melvin Bragg, baron Bragg, né le 6 octobre 1939 à Carlisle, est un écrivain et une personnalité médiatique britannique, membre de la Chambre des lords.
Il est connu pour sa participation à l'émission culturelle de télévision The South Bank Show (en) sur ITV (1978-2010) et pour l'émission de radio In Our Time qu'il anime sur BBC 4 depuis 1998.

## Biographie
En 1988, Melvyn Bragg est nommé pair à vie en tant que baron Bragg dans la pairie du Royaume-Uni, ce qui lui permet de siéger à la Chambre des lords. Il est membre de la British Academy, de la Royal Society of Literature et membre honoraire de la Royal Society.

## Publications
Richard Burton, sa vie, ses carnets intimes, traduit de l'anglais par Éric Chédaille, 1989, Presses de la Renaissance, 646 p.